# Partido de Unificación Comunista de Canarias
El Partido de Unificación Comunista en Canarias (PUCC) fue un partido comunista que trabajaba por el derecho a la autodeterminación de Canarias, si bien nunca se definió como un partido independentista.

## Historia
El PUCC nació a raíz de una escisión del PCE, actuando clandestinamente durante la dictadura de Francisco Franco.
El PUCC realizó varios actos en 1975 y celebró conferencia pública en 1978. El 16 de septiembre de 1977 quedó registrado en el Ministerio del Interior español. Antes de esto, en las elecciones de 1977, el PUCC apoyó junto al Partido del Trabajo de España (PTE) el Frente Democrático de Izquierdas (FDI).
Posteriormente pasará a formar parte de la coalición de partidos Unión del Pueblo Canario, siendo uno de los principales partidos que integraron esta coalición, que llegó a ser la tercera fuerza política de Canarias a fines de los 70.
El líder del PUCC fue Francisco Tovar Santos. El PUCC publicó un boletín internacional llamado Comunista. En el II Congreso del PUCC en 1980, cambió su nombre a Movimiento de Izquierda Revolucionaria del Archipiélago Canario (MIRAC).
Posteriormente, tras la ruptura de UPC, el MIRAC se transformó en UNI (Unión de Nacionalistas de Izquierda). Esta formación se integró en ICAN en 1991 junto con ICU y ACN. 
Posteriormente, cuando en 1993 ICAN se unió a Coalición Canaria, parte de la militancia de UNI se salió de la organización y creó la asociación Canarias Alternativa, que sigue funcionando en la actualidad con un nivel de actividad discreto.
Canarias Alternativa: en las elecciones de 28 de mayo de 2023 y 27 de julio de 2023 se presentó integrado en Nueva Canarias-Bloque Canarista (NC-BC; también conocido como NCa)